# Обсада на Преславец (969)
Обсадата на Преславец или Малък Преслав е сражение между български войски и руски гарнизон поставен от Светослав през първият му поход срещу България.

## Предишни събития
По време на първия поход на Светослав срещу България през 968 г. След като русите дебаркират при делтата на Дунава, те разбиват изпратената от цар Петър българска войска край Преславец, която скоро е принудена да се затвори в Дръстърската крепост. Докато руско-варяжките сили плячкосват останалите крепости в Северна Добруджа, българската дипломация подстрекава печенегите да нападнат Киев. След като разбира за атаката, Светослав е принуден да се оттегли, оставяйки гарнизоните на превзетите крепости.

## Обсадата на Преславец
По време на отсъствието на варяжкия княз българска войска предвождана от Борис II се насочва към Преславец. Местното население на града се разбунтува против чуждата власт и отваря портите на крепостта, а самият руски гарнизон е разбит. Според Василий Татишчев управителят на Святослав Волк успява да избяга.

## Последици
След като се справя с обсадата, Светослав събира нови сили и се завръща в България. Преславец отново е завладян и след ожесточена съпротива падат Дръстър и Велики Преслав. Цяла Североизточна България е окупирана от русите и Борис II запазва формалното положение на български владетел, но е принуден да воюва заедно с русите срещу Византия.